# Loparo
Loparo (in croato Lopar) è un comune croato di 1 247 abitanti che si estende sull'isola di Arbe, appartenente alla regione litoraneo-montana.
È diventato comune nel 2006.

## Storia
Loparo è considerata il luogo di origine di san Marino che ha dato il nome all'omonima Repubblica, anche se di lui rimangono tracce solo per un grande ritratto all'entrata del paese, il nome di una spiaggia e quello di un campeggio.

## Geografia fisica

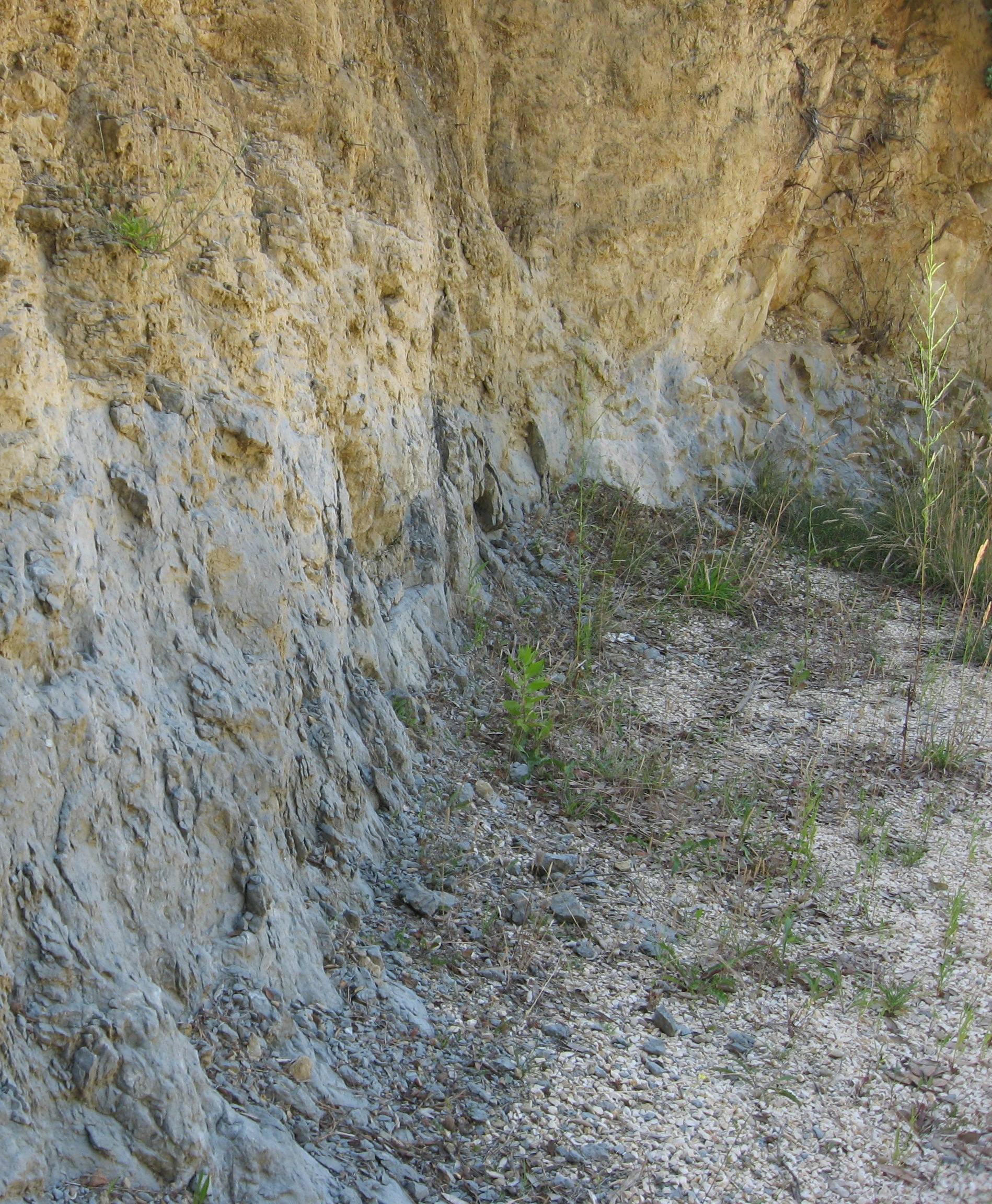
Punto di incontro tra lo strato di roccia in arenaria e il sottostante strato geologico di roccia calcarea

L'abitato di Loparo è circondato da una folta vegetazione caratterizzata dalla presenza di pini ed arbusti di macchia mediterranea.
Una peculiarità di Loparo è quella di possedere spiagge sabbiose, assenti o quasi nel resto dell'isola e rare nell'intera Croazia. Le spiagge si dividono tra le più affollate Paradiso (detta anche di San Marino, Rajska plaža in croato), l'adiacente Livačina e Kastelina, e le tranquille Stolac, Sahara, Dubac-Sturic e Ciganka. In buona parte di queste è consentito il naturismo. 
Una strada collega Loparo ad Arbe, capoluogo dell'isola omonima passando per una valle, un tratto panoramico ed altri centri abitati.
Nelle immediate vicinanze si trova l'isola Calva, dove nel 1948 fu istituito un campo di concentramento per "rieducare" gli oppositori al regime titino. L'isola venne successivamente riutilizzata come carcere per criminali comuni fino al 1988 quando il carcere venne chiuso definitivamente, oggi è visitabile, anche se in stato di completo abbandono.
Sulla vicina isola di san Gregorio ,invece, era situato il campo di concentramento per le donne.

## Società

### Etnie e minoranze linguistiche
| %      | Ripartizione linguistica (gruppi principali) |
| ------ | -------------------------------------------- |
| 0,32%  | madrelingua bosniaca                         |
| 94,70% | madrelingua croata                           |
| 0,55%  | madrelingua serbo-croata                     |
| 1,35%  | madrelingua slovena                          |
| 1,74%  | madrelingua albanese                         |
| 0,24%  | madrelingua serba                            |

## Geografia antropica

### Località
Il comune di Loparo è costituito da un solo insediamento (naselje):
- Loparo (Lopar), sede comunale